# Festival de la Canción de Eurovisión Junior 2017
La XV edición del Festival de la Canción de Eurovisión Junior 2017 fue el concurso anual de la canción de Eurovisión Junior, organizado por la emisora pública de Georgia (GPB) y la Unión Europea de Radiodifusión (EBU). Tuvo lugar el 26 de noviembre de 2017 en el Palacio Olímpico, en la capital georgiana, Tbilisi. Esta fue la quinta vez que el concurso fue organizado por el país ganador del año anterior. El eslogan de diseño visual y concurso, "Shine Bright", se reveló en mayo de 2017.
Dieciséis países participaron en el concurso, de los cuales se vio el regreso de Portugal por primera vez desde 2007 y los retiros de Bulgaria e Israel. La ganadora fue Polina Bogusevich, que representó a Rusia con la canción "Kryl'ya", siendo la segunda vez que Rusia gana el Festival de Eurovisión Junior, después de que las Gemelas Tolmachevy hicieran lo propio en 2006, y la tercera victoria general para el país en cualquier evento relacionado con Eurovisión. La última victoria en cualquier evento de Eurovisión para Rusia fue cuando Dima Bilan  ganó Eurovisión 2008 en Belgrado. Georgia y Australia terminaron en segundo y tercer lugar, respectivamente.

## Sede del festival
La UER confirmó en febrero de 2017 que el festival se realizará en Georgia. Esta será la primera vez que el país alberga un evento eurovisivo, a pesar de haber ganado tres veces, ostentando el récord. El 26 de febrero de 2017 se confirmó que será Tiflis, la capital, la ciudad que acogerá el festival. El 16 de marzo de 2017 se anunció que el Palacio de los Deportes de Tiflis sería el lugar en el que se celebrará el festival. Sin embargo unos meses más tarde, el 9 de agosto de 2017, se anunció un cambio en el recinto, siendo el Palacio Olímpico de Tiflis el que finalmente acoja el certamen.

## Países participantes
De los 16 países fundadores, en esta edición participan seis de ellos: Bielorrusia, Chipre, Macedonia, Malta, Países Bajos y Polonia.

### Canciones y selección
| País y TV             | Título original de la canción        | Artista                      | Proceso y fecha de selección                                                            |
| País y TV             | Traducción al español                | Idiomas                      | Proceso y fecha de selección                                                            |
| --------------------- | ------------------------------------ | ---------------------------- | --------------------------------------------------------------------------------------- |
| Albania RTSH          | "Don't Touch My Tree"                | Ana Kodra                    | Junior Fest 2017, 14-10-2017 (presentación versión final, 14-11-2017)                   |
| Albania RTSH          | No toques mi árbol                   | Albanés e inglés             | Junior Fest 2017, 14-10-2017 (presentación versión final, 14-11-2017)                   |
| Armenia AMPTV         | "Boomerang"                          | Misha                        | Elección interna, 18-07-2017 (presentación canción, 23-10-2017)                         |
| Armenia AMPTV         | Búmerang                             | Armenio e inglés             | Elección interna, 18-07-2017 (presentación canción, 23-10-2017)                         |
| Australia ABC         | "Speak Up!"                          | Isabella Clarke              | Presentación canción, 08-10-2017 (cantante elegida internamente, 9-09-2017)             |
| Australia ABC         | ¡Habla!                              | Inglés                       | Presentación canción, 08-10-2017 (cantante elegida internamente, 9-09-2017)             |
| Bielorrusia BTRC      | "I am the One (Я Самая)"             | Helena Meraai                | Final nacional, 25-08-2017                                                              |
| Bielorrusia BTRC      | Yo soy la única                      | Ruso                         | Final nacional, 25-08-2017                                                              |
| Chipre CyBC           | "I Wanna Be a Star"                  | Nicole Nicolau               | Presentación canción, 08-10-2017 (cantante y canción elegidos internamente, 15-09-2017) |
| Chipre CyBC           | Quiero ser una estrella              | Griego e inglés              | Presentación canción, 08-10-2017 (cantante y canción elegidos internamente, 15-09-2017) |
| Georgia GPB           | "Voice of the Heart"                 | Grigol Kipshidze             | Presentación canción, 20-10-2017 (cantante elegido en Final nacional, 8-09-2017)        |
| Georgia GPB           | Voz del corazón                      | Georgiano                    | Presentación canción, 20-10-2017 (cantante elegido en Final nacional, 8-09-2017)        |
| Irlanda TG4           | "Súile Glasa"                        | Muireann McDonnell           | Junior Eurovision Eire 2017 19-11-2017                                                  |
| Irlanda TG4           | Ojos verdes                          | Gaélico                      | Junior Eurovision Eire 2017 19-11-2017                                                  |
| Italia Rai            | "Scelgo (My Choice)"                 | Maria Iside Fiore            | Elección interna, 04-10-2017                                                            |
| Italia Rai            | Elijo                                | Italiano e inglés            | Elección interna, 04-10-2017                                                            |
| Macedonia MKRTV       | "Dancing through life"               | Mina Blažev                  | Presentación canción, 08-10-2017 (cantante elegida internamente, 8-09-2017)             |
| Macedonia MKRTV       | Bailando por la vida                 | Macedonio e inglés           | Presentación canción, 08-10-2017 (cantante elegida internamente, 8-09-2017)             |
| Malta PBS             | "Dawra Tond"                         | Gianluca Cilia               | Presentación canción, 29-09-2017 (cantante elegido en Final nacional, 1-07-2017)        |
| Malta PBS             | Dando vueltas                        | Inglés y maltés              | Presentación canción, 29-09-2017 (cantante elegido en Final nacional, 1-07-2017)        |
| Países Bajos AVROTROS | "Love Me"                            | Fource                       | Junior Songfestival 2017 16-09-2017 (presentación canción, 6-10-2017)                   |
| Países Bajos AVROTROS | Ámame                                | Neerlandés e inglés          | Junior Songfestival 2017 16-09-2017 (presentación canción, 6-10-2017)                   |
| Polonia TVP           | "Mój dom"                            | Alicja Rega                  | Krajowe Eliminacje, 01-10-2017                                                          |
| Polonia TVP           | Mi hogar                             | Polaco                       | Krajowe Eliminacje, 01-10-2017                                                          |
| Portugal RTP          | "Youtuber"                           | Mariana Venâncio             | Júniores de Portugal, 05-10-2017 (presentación canción, 29-09-2017)                     |
| Portugal RTP          | -                                    | Portugués                    | Júniores de Portugal, 05-10-2017 (presentación canción, 29-09-2017)                     |
| Rusia RTR             | "Wings (Крылья)"                     | Polina Bogusevich            | Final nacional, 3-06-2017                                                               |
| Rusia RTR             | Alas                                 | Ruso e inglés                | Final nacional, 3-06-2017                                                               |
| Serbia RTS            | "Ceo svet je naš ( Цео свет је наш)" | Irina Brodić & Jana Paunović | Final nacional, 30-09-2017                                                              |
| Serbia RTS            | El mundo entero es nuestro           | Serbio                       | Final nacional, 30-09-2017                                                              |
| Ucrania UA:PBC        | "Don't Stop"                         | Anastasiya Baginska          | Final nacional, 25-08-2017 (presentación versión final, 5-10-2017)                      |
| Ucrania UA:PBC        | No pares                             | Ucraniano e inglés           | Final nacional, 25-08-2017 (presentación versión final, 5-10-2017)                      |

### Países Retirados
- Bulgaria: Decidió retirarse, debido a los numerosos cambios de la dirección del canal público y llevando a cabo la paralización de varios proyectos incluido éste festival.
- Israel: Decidió retirarse, debido a qué su canal público IBA cerró sus emisiones y es sustituido por KAN qué no estaba preparado cuando sé celebraba éste festival.

## Festival

### Orden de actuación
| N° | País            | Artista(s)                   | Canción                                     | Lugar | Puntos |
| -- | --------------- | ---------------------------- | ------------------------------------------- | ----- | ------ |
| 01 | Chipre          | Nicole Nicolaou              | "I Wanna Be A Star"                         | 16    | 45     |
| 02 | Polonia         | Alicja Rega                  | "Mój Dom"                                   | 8     | 138    |
| 03 | Países Bajos    | Fource                       | "Love Me"                                   | 4     | 156    |
| 04 | Armenia         | Misha                        | "Boomerang"                                 | 6     | 148    |
| 05 | Bielorrusia     | Helena Meraai                | "I Am The One"                              | 5     | 149    |
| 06 | Portugal        | Mariana Venâncio             | "Youtuber"                                  | 14    | 54     |
| 07 | Irlanda         | Muireann McDonnell           | "Súile Glasa"                               | 15    | 54     |
| 08 | Macedonia (ARY) | Mina Blažev                  | "Dancing Through Life"                      | 12    | 69     |
| 09 | Georgia         | Grigol Kipshidze             | "Voice Of The Heart"                        | 2     | 185    |
| 10 | Albania         | Ana Kodra                    | "Don't Touch My Tree (Mos Ma Prekni Pemën)" | 13    | 67     |
| 11 | Ucrania         | Anastasiya Baginska          | "Don't Stop"                                | 7     | 147    |
| 12 | Malta           | Gianluca Cilia               | "Dawra Tond"                                | 9     | 107    |
| 13 | Rusia           | Polina Bogusevich            | "Kryl'ya"                                   | 1     | 188    |
| 14 | Serbia          | Irina Brodić & Jana Paunović | "Ceo svet je naš"                           | 10    | 92     |
| 15 | Australia       | Isabella Clarke              | "Speak Up!"                                 | 3     | 172    |
| 16 | Italia          | Maria Iside Fiore            | "Scelgo (My Choice)"                        | 11    | 86     |

### Portavoces
| - Albania - Sabjana Rizvanu - Armenia - Lilit Tokhatyan - Australia - Liam Clarke (Hermano de Isabella Clarke) - Bielorrusia - Saba Karazanashvili - Chipre - Maria Christophorou (Amiga de Nicole Nicolaou) - Georgia - Lizi Tavberidze (Representante de Georgia en 2015 como integrante de The Virus) - Irlanda - Walter McCabe (Concursante en la preselección nacional) - Italia - Sofia Bartoli |  | - Macedonia (A.R.Y) - Kjara Blažev (Hermana de Mina Blažev) - Malta - Mariam Andghuladze - Países Bajos - Thijs Schlimback (Hermano de Niels Schlimback) - Polonia - Dominika Ptak (Concursante en la preselección nacional) - Portugal - Duarte Valença (Concursante en la preselección nacional) - Rusia - Tonya Volodina - Serbia - Mina Grujić - Ucrania - Sofia Rol (Representante de Ucrania en la edición anterior) |  |

### Tabla de puntuaciones
|               |                   | Votantes          |                    |                             |                    |                        |                     |                    |                                |                    |                    |                    |                  |                  |                   |                      |                   |    |    |
| Total         | Votación en línea | Bandera de Chipre | Bandera de Polonia | Bandera de los Países Bajos | Bandera de Armenia | Bandera de Bielorrusia | Bandera de Portugal | Bandera de Irlanda | Bandera de Macedonia del Norte | Bandera de Georgia | Bandera de Albania | Bandera de Ucrania | Bandera de Malta | Bandera de Rusia | Bandera de Serbia | Bandera de Australia | Bandera de Italia |    |    |
| Participantes | Chipre            | 45                | 40                 |                             | 2                  |                        | 1                   |                    |                                | 2                  |                    |                    |                  |                  |                   |                      |                   |    |    |
| Participantes | Polonia           | 138               | 61                 | 1                           |                    | 10                     | 6                   | 4                  | 5                              | 12                 | 7                  | 2                  | 8                | 3                | 6                 | 5                    | 1                 | 6  | 1  |
| Participantes | Países Bajos      | 156               | 112                | 5                           | 4                  |                        | 10                  | 6                  |                                |                    |                    | 1                  |                  | 4                |                   | 4                    | 5                 |    | 5  |
| Participantes | Armenia           | 148               | 56                 | 12                          | 10                 |                        |                     | 8                  | 8                              |                    | 2                  | 10                 | 10               | 10               | 7                 | 10                   | 2                 | 3  |    |
| Participantes | Bielorrusia       | 149               | 69                 | 6                           | 5                  | 2                      | 7                   |                    | 10                             | 1                  | 5                  | 5                  | 5                | 2                | 12                | 8                    | 4                 | 8  |    |
| Participantes | Portugal          | 54                | 45                 |                             |                    |                        | 2                   |                    |                                |                    |                    | 4                  |                  |                  |                   |                      |                   |    | 3  |
| Participantes | Irlanda           | 54                | 42                 |                             |                    |                        |                     |                    | 3                              |                    |                    |                    | 3                | 1                |                   | 1                    |                   |    | 4  |
| Participantes | Macedonia         | 69                | 41                 |                             | 1                  | 3                      | 3                   | 1                  | 1                              | 4                  |                    |                    | 6                |                  | 5                 |                      | 3                 | 1  |    |
| Participantes | Georgia           | 185               | 42                 | 3                           | 12                 | 7                      | 12                  | 12                 | 7                              | 10                 | 10                 |                    | 12               | 12               | 10                | 12                   | 8                 | 10 | 6  |
| Participantes | Albania           | 67                | 35                 | 8                           |                    |                        |                     |                    |                                | 7                  | 3                  |                    |                  |                  |                   | 2                    |                   | 4  | 8  |
| Participantes | Ucrania           | 147               | 67                 | 7                           | 6                  | 5                      | 8                   | 5                  | 4                              | 3                  | 6                  | 8                  | 2                |                  | 4                 | 3                    | 12                | 7  |    |
| Participantes | Malta             | 107               | 81                 |                             |                    | 6                      |                     | 2                  |                                |                    | 1                  |                    |                  |                  |                   |                      |                   | 5  | 12 |
| Participantes | Rusia             | 188               | 66                 | 10                          | 8                  | 8                      | 4                   | 10                 | 12                             | 5                  | 12                 | 12                 | 7                | 5                | 8                 |                      | 7                 | 12 | 2  |
| Participantes | Serbia            | 92                | 44                 |                             | 3                  | 4                      |                     |                    | 2                              | 6                  | 8                  | 3                  | 4                | 7                | 2                 |                      |                   | 2  | 7  |
| Participantes | Australia         | 172               | 79                 | 2                           | 7                  | 12                     | 5                   | 7                  | 6                              | 8                  | 4                  | 7                  | 1                | 8                | 3                 | 7                    | 6                 |    | 10 |
| Participantes | Italia            | 86                | 49                 | 4                           |                    | 1                      |                     | 3                  |                                |                    |                    | 6                  |                  | 6                | 1                 | 6                    | 10                |    |    |

#### Máximas puntuaciones
| N° | A           | De                                                     |
| -- | ----------- | ------------------------------------------------------ |
| 6  | Georgia     | Polonia, Rusia, Bielorrusia, Armenia, Albania, Ucrania |
| 4  | Rusia       | Portugal, Macedonia (ARY), Georgia, Australia          |
| 1  | Armenia     | Chipre                                                 |
| 1  | Australia   | Países Bajos                                           |
| 1  | Polonia     | Irlanda                                                |
| 1  | Bielorrusia | Malta                                                  |
| 1  | Ucrania     | Serbia                                                 |
| 1  | Malta       | Italia                                                 |

### Comentaristas

#### Países participantes
- Albania – Andri Xhahu (RTSH 1 HD)[47]
- Armenia – Gohar Gasparyan (Armenia 1)
- Australia – Grace Koh, Pip Rasmussen y Tim Mathews (ABC Me)[48]
- Bielorrusia – Evgeniy Perlin (Bielorrusia 1 y Bielorrusia 24)[49]
- Chipre – Kyriacos Pastides (RIK 2)
- Georgia – Demetre Ergemlidze (1TV)
- Irlanda – TBA (TG4)
- Italia – Laura Carusino y Mario Acampa (Rai Gulp)[50]
- Macedonia del Norte – Eli Tanaskovska (MRT 1)
- Malta – Sin comentarios (TVM1)
- Países Bajos – Jan Smit (NPO Zapp)
- Polonia – Artur Orzech (TVP2)[51]
- Portugal – Hélder Reis y Nuno Galopim (RTP1, RTP Internacional y RTP África)[52][53]
- Rusia – Lipa Teterich (Karusel)[54]
- Serbia – Olga Kapor y Tamara Petković (RTS2 y RTS Satelit)[55]
- Ucrania – Timur Miroshnychenko (UA:Pershyi)[56]

### Países no participantes
- Israel – Sin comentarios (KAN 11)[57]
- Kazajistán – TBA (Kanal 31)[58]

### Despliegue de votaciones
En esta edición se hizo destacable por la votación en línea mediante la página web del festival, la cual consistió en dos rondas: la primera consistía en votar desde el día 24 de noviembre hasta el 26 de noviembre justo antes de que empezara el festival. En esa página web era obligatorio mirarse una recapitulación de las canciones de los participantes, y una vez acabase los votantes tenían la opción de votar 3, 4 o 5 de sus favoritos. Cabe destacar que también se podía votar por el mismo país. Mientras que la Segunda tenía lugar justo el mismo día del festival, el método consistía justamente igual que en la primera ronda solo con la diferencia de que los votantes tenían 15 minutos para votar antes de que se acabara el tiempo. Sin embargo la Segunda ronda de la votación acabó colapsada y solo se contabilizaron los votos de la Primera ronda.
| Pos. | Jurado        | Puntos |
| ---- | ------------- | ------ |
| 1    | Georgia       | 143    |
| 2    | Rusia         | 122    |
| 3    | Australia     | 93     |
| 4    | Armenia       | 92     |
| 5    | Bielorrusia   | 80     |
| 6    | Ucrania       | 80     |
| 7    | Polonia       | 77     |
| 8    | Serbia        | 48     |
| 9    | Países Bajos  | 44     |
| 10   | Italia        | 37     |
| 11   | Albania       | 32     |
| 12   | ARY Macedonia | 28     |
| 13   | Malta         | 26     |
| 14   | Irlanda       | 12     |
| 15   | Portugal      | 9      |
| 16   | Chipre        | 5      |

| Pos. | Votación en línea | Puntos |
| ---- | ----------------- | ------ |
| 1    | Países Bajos      | 112    |
| 2    | Malta             | 81     |
| 3    | Australia         | 79     |
| 4    | Bielorrusia       | 69     |
| 5    | Ucrania           | 67     |
| 6    | Rusia             | 66     |
| 7    | Polonia           | 61     |
| 8    | Armenia           | 56     |
| 9    | Italia            | 49     |
| 10   | Portugal          | 45     |
| 11   | Serbia            | 44     |
| 12   | Georgia           | 42     |
| 13   | Irlanda           | 42     |
| 14   | ARY Macedonia     | 41     |
| 15   | Chipre            | 40     |
| 16   | Albania           | 35     |

## Otros países

### Miembros activos de la UER
- Alemania: Anunció el 6 de junio de 2017, que no debutaría en esta edición.[59]

- Austria: Anunció el 31 de mayo de 2017, que no debutaría en esta edición.[60]

- Bélgica: Anunció el 30 de mayo de 2017, que no volvería en esta edición.[61]

- Bulgaria: Se retira al no poder confirmar su participación a tiempo debido a una reestructuración en la delegación búlgara.[62]

- Dinamarca: Anunció el 26 de mayo de 2017, que no volvería en esta edición.[63]

- Eslovaquia: Anunció el 6 de junio de 2017, que no debutaría en esta edición.[64]

- Eslovenia: Anunció el 18 de mayo de 2017, que no volvería en esta edición.[65]

- España: Anunció el 3 de julio de 2017, que no volvería en esta edición.[66]

- Estonia: Anunció el 25 de junio de 2017, que no debutaría en esta edición.[67]

- Finlandia: Anunció el 2 de junio de 2017, que no debutaría en esta edición.[68]

- Hungría: Anunció el 25 de julio de 2017, que no debutaría en esta edición.[69]

- Islandia: Anunció el 27 de junio de 2017, que no debutaría en esta edición.[70]

- Israel: Decide retirarse debido a que la IBA ha sido reemplazada por la Corporación de Radiodifusión Israelí.[71][72] Y también debido por razones económicas.

- Letonia: Anunció el 19 de mayo de 2017, que no volvería en esta edición.[73]

- Lituania: Anunció el 12 de julio de 2017, que no volvería en esta edición.[74]

- Moldavia: Anunció el 20 de julio de 2017, que no volvería en esta edición.[75]

- Reino Unido: Anunció el 25 de mayo de 2017, que no volvería en esta edición.[76]

- República Checa: Anunció el 26 de junio de 2017, que no debutaría en esta edición.[77]

- Suecia: Anunció el 24 de mayo de 2017, que no volvería en esta edición.[78]

- Suiza: Anunció el 22 de mayo de 2017, que no volvería en esta edición.[79]

## Controversias
- La canción de Albania fue filtrada en junio y cantada en otro programa albanés. Esto rompe las normas del festival las cuales dicen que las canciones no se pueden presentar con mucha anterioridad.
- La canción de Portugal se llama Youtuber. En principio tuvo polémica el título de la canción ya que estaría infringiendo las reglas sobre marcas.
- Existió el riesgo de que Macedonia fuese expulsada del concurso debido a que la radiodifusora MKRTV ha acumulado largas deudas y por esto fue sancionada por parte de la UER. Algo similar ocurrió con Rumanía en la edición adulta de 2016. Poco tiempo después, la radiodifusora MKRTV confirmó que el país pudo participar tanto en esta edición como en la edición adulta de 2018 pero desconociéndose si podrá hacerlo en ediciones futuras en ambos certámenes.
- La canción y representante Irlandesa, así como las versiones oficiales de las canciones de Albania y Portugal fueron filtradas al salir a la venta el CD oficial del festival antes de tiempo.
- Una niña estuvo llorando por nervios durante los ensayos, sin embargo a día de hoy se desconoce que país representaba y si era vocalista o corista.
- La canción de Malta suena bastante similar a 'People of the sun' de Betty (Armenia, 2014).